# Campeonato Mundial e Europeu de Hóquei em Patins Masculino de 1948
O Campeonato Europeu de 1947 foi a 4.ª edição do Campeonato do Mundo de Hóquei em Patins e simultaneamente a 14.ª edição do Campeonato Europeu de Hóquei em Patins.
Esta competição coincidiu ainda com o Torneio de Montreux, também referenciada como "Taça das Nações".

## Participantes
| Países     | Participação (Mundial) | Participação (Europeu) | Melhor Resultado (Europeu)                                                       | Melhor Resultado (Mundial) |
| Portugal   | 4.ª                    | 9.ª                    | Campeão (1947)                                                                   | Campeão (1947)             |
| Bélgica    | 4.ª                    | 14.ª                   | 2.º Lugar (1947)                                                                 | 2.º Lugar (1947)           |
| Espanha    | 2.ª                    | 2.ª                    | 3.º Lugar (1947)                                                                 | 3.º Lugar (1947)           |
| Itália     | 4.ª                    | 12.ª                   | 2.º Lugar (1929, 1936, 1938 e 1939)                                              | 2.º Lugar (1936 e 1939)    |
| Inglaterra | 4.ª                    | 14.ª                   | Campeão (1926, 1927, 1928, 1929, 1930, 1931 1932, 1934, 1936, 1937, 1938 e 1939) | Campeão (1936 e 1939)      |
| França     | 4.ª                    | 14.ª                   | 2.º Lugar (1926, 1927, 1928, 1930 e 1931)                                        | 5.º Lugar (1939)           |
| Suíça      | 4.ª                    | 14.ª                   | 2.º Lugar (1937)                                                                 | 4.º Lugar (1936)           |
| Egito      | Estreia                | África                 | -                                                                                | x                          |
| Holanda    | Estreia                | Estreia                | -                                                                                | -                          |
| ---------- | ---------------------- | ---------------------- | -------------------------------------------------------------------------------- | -------------------------- |

## Resultados
|            | Portugal | Inglaterra | Itália | Espanha | Bélgica | Suíça | França | Egito (1922) | Países Baixos |
| ---------- | -------- | ---------- | ------ | ------- | ------- | ----- | ------ | ------------ | ------------- |
| Portugal   |          | 1-2        | 3-1    | 3-1     | 10-0    | 5-4   | 6-0    | 13-0         | 15-0          |
| Inglaterra |          |            | 3-2    | 2-2     | 5-1     | 5-1   | 3-3    | 8-1          | 17-0          |
| Itália     |          |            |        | 8-0     | 8-2     | 8-3   | 7-3    | 7-0          | 15-0          |
| Espanha    |          |            |        |         | 4-2     | 6-3   | 5-0    | 14-0         | 16-0          |
| Bélgica    |          |            |        |         |         | 3-1   | 2-0    | 2-0          | 15-0          |
| Suíça      |          |            |        |         |         |       | 5-2    | 7-0          | 9-0           |
| França     |          |            |        |         |         |       |        | 5-1          | 8-0           |
| Egito      |          |            |        |         |         |       |        |              | 5-0           |
| Holanda    |          |            |        |         |         |       |        |              |               |

## Classificação final
| Lugar | Seleção    | J | V | E | D | P  | GM | GS  | Dif. |
| ----- | ---------- | - | - | - | - | -- | -- | --- | ---- |
|       | Portugal   | 8 | 7 | 0 | 1 | 14 | 56 | 8   | +48  |
|       | Inglaterra | 8 | 6 | 2 | 0 | 14 | 45 | 11  | +34  |
|       | Itália     | 8 | 6 | 0 | 2 | 12 | 56 | 14  | +42  |
| 4     | Espanha    | 8 | 5 | 1 | 2 | 11 | 48 | 18  | +30  |
| 5     | Bélgica    | 8 | 4 | 0 | 4 | 8  | 27 | 28  | -1   |
| 6     | Suíça      | 8 | 3 | 0 | 5 | 6  | 33 | 29  | +4   |
| 7     | França     | 8 | 2 | 1 | 5 | 5  | 21 | 29  | -8   |
| 8     | Egito      | 8 | 1 | 0 | 7 | 2  | 7  | 56  | -49  |
| 9     | Holanda    | 8 | 0 | 0 | 8 | 0  | 0  | 100 | -100 |

| Campeões Mundiais 1948 |
| ---------------------- |
| Portugal               |
| PORTUGAL 2.º Título    |

| Campeões Europeus 1948 |
| ---------------------- |
| Portugal               |
| PORTUGAL 2.º Título    |